# Notiocoenia acutella
Notiocoenia acutella är en tvåvingeart som beskrevs av Wayne N. Mathis 1980. Notiocoenia acutella ingår i släktet Notiocoenia och familjen vattenflugor. Inga underarter finns listade i Catalogue of Life.